# Cathédrale de l'Assomption-de-Marie de Pinsk
La cathédrale de l’Assomption-de-Marie de Pinsk est une cathédrale et basilique mineure[réf. nécessaire] située à Pinsk, dans le voblast de Brest, en Biélorussie.

## Historique
Plusieurs églises en bois ont existé tout à tout, au même endroit à Pinsk, en Biélorussie, depuis le XIVe siècle, la dernière ayant été incendiée durant la Grande guerre du Nord par les Suédois en 1705. Il s’agit alors de l'église conventuelle d'un monastère franciscain. Cette abbatiale sera reconstruite.
La construction de l'abbatiale débute en 1712, au même emplacement que la précédente. Elle est consacrée en 1730, mais les travaux ne sont alors pas achevés et il faut encore attendre plus de trente ans pour que la façade soit terminée en 1769.
L'abbatiale est complétée au XIXe siècle par un campanile dont la construction débute en en 1817 et s'achève dans les premières années du XXe siècle. Dans l'intervalle, le monastère a été dissout en 1835 et l'abbatiale est devenue une église paroissiale. Après la création du diocèse de Pinsk en 1925, l’église est élevée au rang de cathédrale, mais est fermée par les autorités soviétiques de la Seconde Guerre mondiale à la dissolution de l’URSS.